# Gymnostomum vernicosum
Gymnostomum vernicosum là một loài rêu trong họ Pottiaceae. Loài này được Hook. ex Harv. mô tả khoa học đầu tiên năm 1836.